# Elección legislativa de Francia de 1893
Las elecciones legislativas de Francia de 1893 se realizaron el 22 de agosto y 3 de septiembre de 1893.

## Resultados
| Partidos | Partidos                         | Votos     | Escaños | % Votos |
| -------- | -------------------------------- | --------- | ------- | ------- |
|          | Republicanos Moderados           | 3.181.670 | 317     | 42,85%  |
|          | Radicales Independentes          | 1.986.879 | 122     | 26,75%  |
|          | Monarquistas                     | 1.000.381 | 58      | 13,47%  |
|          | Ralliés                          | 458.16    | 35      | 6,17%   |
|          | Socialistas                      | 293.146   | 18      | 3,95%   |
|          | Partido Radical                  | 260.574   | 16      | 3,51%   |
|          | Republicanos Radical-Socialistas | 244.288   | 15      | 3,29%   |

- Datos: Q2391238